# Ana Valeria Becerril
Ana Valeria Becerril (Ciudad de México; 4 de enero de 1997) es una actriz mexicana. Ha aparecido en April's Daughter como Valeria y en Control Z como Sofia Herrera.

## Biografía
Ana Valeria Becerril nació el 4 de enero de 1997 en la Ciudad de México, México. Inició su carrera en 2016 con el cortometraje Magnífico y en el mismo año interpretó a Camila en Camila. En 2017, protagonizó Las hijas de Abril, recibió varios premios de actuación por esta película. En el 2019 interpretó a Lucy en Muerte al Verano. En el 2020, comenzó a aparecer como Sofía en la serie Control Z de Netflix. En 2020 protagonizó el cortometraje Aire de lluvia y en el mismo año interpretó a Eva en Mi novia es la revolución. En el 2021, interpretó el papel principal de Gina en Los Dias Que No Estuve.En 2023 entra al universo del podcast "Caso 63” con el spin off de “Enigma”, interpretando en el año 2039 a Isabel Frezan, una chica especial, con gran conocimiento para resolver enigmas, crucigramas y retos lógicos. Las capacidades de esta joven mexicana le permiten ganar un extraño concurso ofrecido por una compañía aún más extraña (e indescifrable). Tal vez por eso no se sorprende cuando descubre que ese premio parece ser la excusa para un desafío mayor: el de resolver el origen y funcionamiento de un arcaico artefacto denominado Enigma 55. Isabel no lo sabe, pero al aceptar esta misión, deberá sumergirse en misterios claves, como el origen de Pegaso, o de los viajes en el tiempo. Y como muchas veces sucede, el éxito de esa misión estará vinculado a su propia existencia. Porque rápidamente Isabel descubrirá que, en esta línea de tiempo, alguien estuvo cifrando su destino.

## Filmografía
| Cortometraje  | Cortometraje              | Cortometraje        |
| Año           | Título                    | Rol                 |
| ------------- | ------------------------- | ------------------- |
| 2016          | Magnífico                 | Paula               |
| 2016          | Camila                    | Camila              |
| 2020          | Aire de lluvia            | Daniela             |
| Película      |                           |                     |
| Año           | Título                    | Rol                 |
| 2017          | April's Daughter          | Valeria             |
| 2019          | Muerte al Verano          | Lucy                |
| 2020          | Mi novia es la revolución | Eva                 |
| 2021          | Los Dias Que No Estuve    | Gina                |
| Televisión    |                           |                     |
| Año           | Título                    | Rol                 |
| 2020–2022     | Control Z                 | Sofía Herrera       |
| 2022-2024     | Las Bravas F.C.           | Claudia             |
| 2023          | El colapso                | Julia               |
| 2024          | Las hermanas Guerra       | Jacinta - Itzel     |
| 2024-presente | Como agua para Chocolate  | Rosaura de la Garza |
| Podcast       |                           |                     |
| Año           | Título                    | Rol                 |
| 2023          | Caso 63: Enigma           | Isabel Frezan       |

## Premios
| Año  | Nombre del premio               | Categoría                         | Obra nominada      | Resultado | Ref.   |
| ---- | ------------------------------- | --------------------------------- | ------------------ | --------- | ------ |
| 2017 | CANACINE Awards                 | Mejor Promesa Femenina            | Las hijas de Abril | Ganadora  | [ 13 ] |
| 2018 | LX edición de los Premios Ariel | Actuación femenina revolucionaria | Las hijas de Abril | Ganadora  | [ 14 ] |